# Amblyglyphidodon curacao
Amblyglyphidodon curacao là một loài cá biển thuộc chi Amblyglyphidodon trong họ Cá thia. Loài này được mô tả lần đầu tiên vào năm 1787.

## Từ nguyên
Từ định danh của loài được đặt theo tên của Curaçao, đảo quốc ngoài khơi Venezuela, nhưng đây là một sai lầm khi loài này chỉ được tìm thấy ở khu vực Ấn Độ Dương - Thái Bình Dương.

## Phạm vi phân bố và môi trường sống
Ở Ấn Độ Dương, A. curacao được ghi nhận tại quần đảo Cocos (Keeling), đảo Giáng Sinh và bờ biển Tây Úc, trải dài về phía đông đến hầu hết vùng biển các nước Đông Nam Á và một số các đảo quốc, quần đảo thuộc châu Đại Dương (xa nhất là đến quần đảo Samoa và Tonga), ngược lên phía bắc đến quần đảo Ryukyu (Nhật Bản), giới hạn phía nam đến rạn san hô Great Barrier.
A. curacao sống gần những rạn san hô ngoài khơi và trong các đầm phá ở độ sâu đến ít nhất là 40 m; cá con thường được tìm thấy ở những khu vực có nhiều san hô Sarcophyton và Sinularia.
Số lượng của loài này đang bị suy giảm do mất môi trường sống rạn san hô (như hiện tượng tẩy trắng san hô).

## Mô tả
A. curacao có chiều dài cơ thể tối đa được biết đến là 11 cm. Cơ thể của A. curacao có màu bạc, ánh màu vàng lục và thường có khoảng 3–4 dải sọc xám hơn ở hai bên thân. Cá con có hình dáng như Pomacentrus lepidogenys. A. curacao có thể chuyển đổi màu sắc cơ thể trở nên sẫm hơn vào ban đêm để hòa lẫn vào môi trường xung quanh.

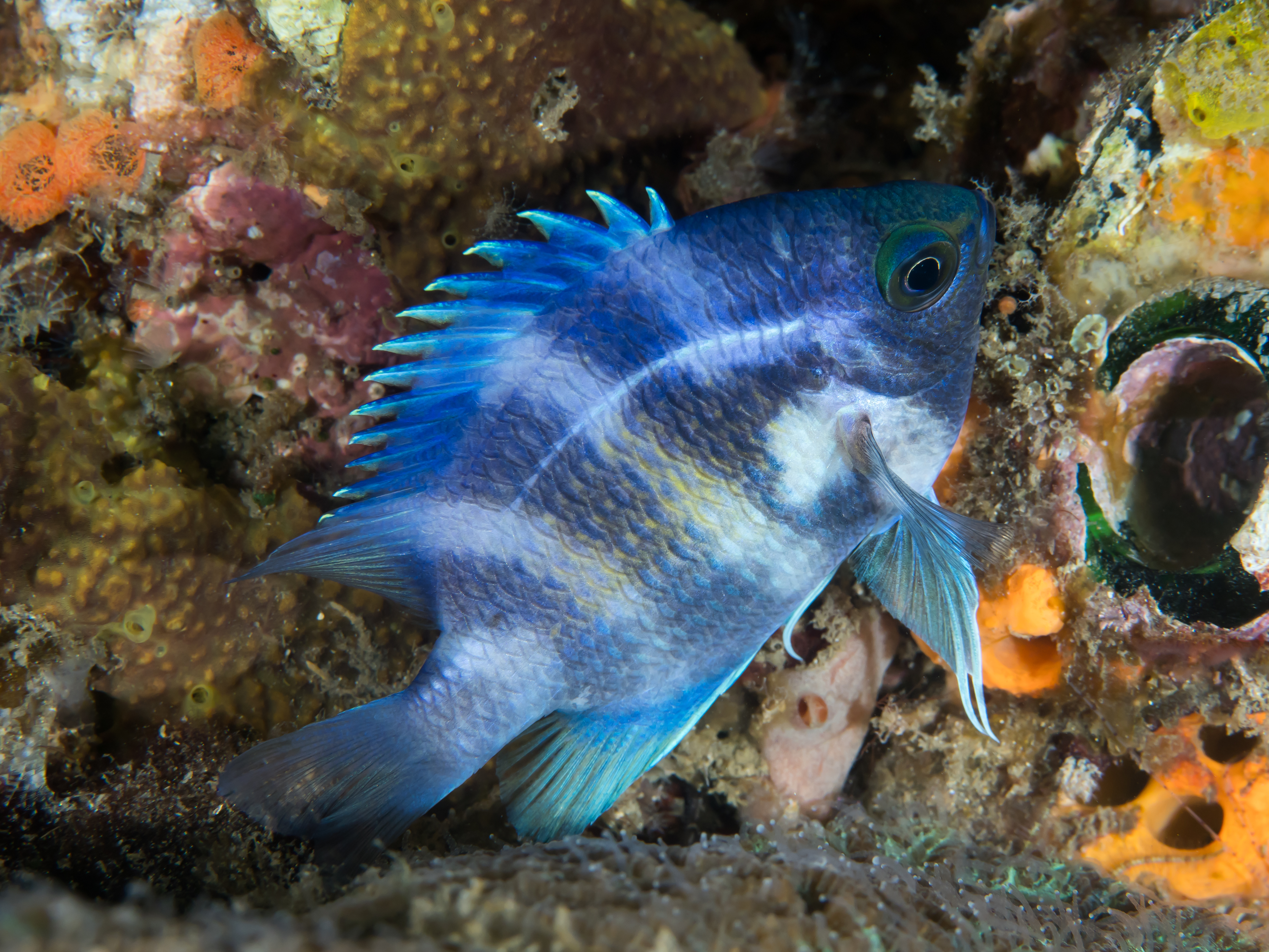
A. curacao đổi màu vào ban đêm

Số gai ở vây lưng: 13; Số tia vây ở vây lưng: 12–13; Số gai ở vây hậu môn: 2; Số tia vây ở vây hậu môn: 13–15; Số tia vây ở vây ngực: 17–18; Số vảy đường bên: 16–17; Số lược mang: 24–27.

## Sinh thái học
Thức ăn của A. curacao là các loài động vật phù du và tảo, ngoài ra cũng bao gồm cả trứng cá. Chúng thường tập trung kiếm ăn trên nhánh của san hô Acropora.
Nhánh của san hô chết là nơi thích hợp để A. curacao làm tổ. Trứng được dính chặt vào nền tổ, được cá đực bảo vệ và chăm sóc. Kết quả phân tích phát sinh loài dựa trên DNA ty thể cho thấy A. curacao có quan hệ họ hàng gần nhất với cá hề Amphiprion frenatus.
Loài này đôi khi được đánh bắt trong ngành buôn bán cá cảnh.